# 秋山光夫
秋山 光夫（あきやま てるお、1888年4月3日 - 1977年1月16日）は、日本の美術史学者。金沢美術工芸大学名誉教授。専門は日本近世絵画史。

## 経歴
出生から修学期
1888年、静岡県田方郡で三島大社宮司・秋山光條の子として生まれた。京都府立第一中学校、第六高等学校を経て、京都帝国大学法科大学に入学。しかし芸術への関心を断つことができず、同文科大学哲学科に転じ、美学美術史学を専攻した。1913年に卒業し、同大学大学院に進んだ。
美術史研究者として
大学院在学中より京都絵画専門学校などで美術史を講じた。1918年、図書頭兼帝室博物館総長・森鴎外の推挙により宮内省図書寮に奉職。1924年に宮内省御物管理委員、1926年に帝室博物館監査官となった。1929年12月から1931年6月まで、海外における東洋美術研究及び美術館の施設研究のために欧州留学を命じられた。欧米10ヵ国で視察を行い、その成果は1938年に開館した東京帝室博物館新館(現東京国立博物館本館)の設計や陳列計画に生かされた。1942年、東京帝室博物館学芸課長に就いた。1945年8月、東京帝室博物館を退官。
太平洋戦争後
1945年10月、日本美術協会専務理事に就いた。1950年に金沢美術工芸短期大学となり、1955年に同校の改組に伴って金沢美術工芸大学教授となった。1965年2月、同学長に就任。1969年3月に学長を退任し、名誉教授となった。
作歌や画作にも優れ、死去の前年まで画筆を離さず、歌集『開扉抄』を残した。1977年、東京都の自宅で死去。

### 委員・役員ほか
- ベルリン日本美術展覧会委員(1939年)
- 文部省重要美術品等調査委員会委員(1941-)
- 石川県文化財専門委員(1965年-)
- ブリヂストン美術館参与
- 文化学院理事

## 受賞・栄典
- 1967年：金沢市文化賞を受賞。

外国勲章佩用允許
- 1940年1月18日：ドイツ国：ドイツ鷲勲章一等功労十字章[2]

## 研究内容・業績
専門は美術史で、主に日本絵画史。その研究対象は絵巻物・中国画にも及んだが、その中心は桃山時代から江戸時代の日本絵画であった。戦前は帝室博物館に長く勤務し、日本の博物館や美術品管理、保護の発展にも寄与した。

## 家族・親族
- 父：秋山光條は三島大社宮司。国学者としても知られる。
- 長男：秋山光和も美術史家。

## 著作
著書
- 『蕭尺木と秋山行旅図巻[3]』審美書院 1936
- 『日本の絵画彫刻』帝国教育会第七回世界教育会議日本事務局(日本文化講座) 1937
- 『日本美術論攷』第一書房 1943

共編著
- 『宋元名画集』田中一松共編 聚楽社 1928年）
- 『相阿弥四季山水画冊』便利堂 1939年）
- 『満洲國國寳展會目録』満洲建國十周年慶祝會 1942

## 参考
- 『日本美術年鑑』昭和53年版, 233-234頁.(東文研アーカイブス)
- 『日本人名大辞典』